# Muro marocchino

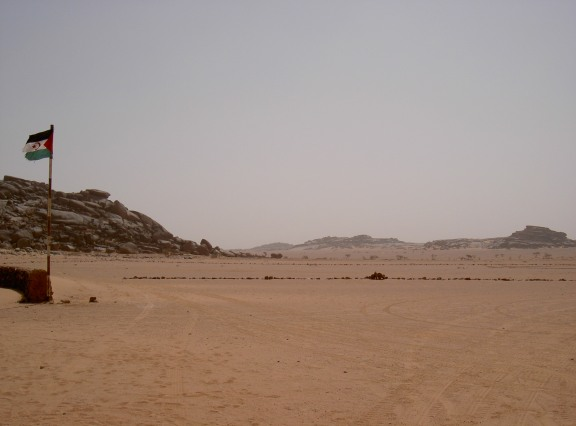
Sahara Occidentale, zona tra i territori controllati dal Polisario e Marocco, vicino a Tifariti

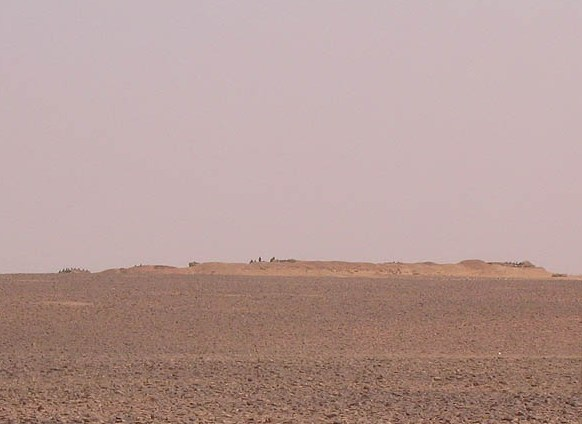
Il muro marocchino a sud di Mahbes

Il muro marocchino o muro del Sahara Occidentale (anche noto con il termine Berm) è una berma di lunghezza superiore ai 2720 km, costruita dal Marocco nel Sahara Occidentale, territorio che contende al Fronte Polisario. Tale struttura è a tutti gli effetti una zona militare dove sono stati costruiti appositi bunker, fossati, reticolati di filo spinato e campi minati.
Il campo minato che corre lungo la sua totale estensione è, per dimensioni, il più lungo al mondo. Si tratta del muro più lungo del mondo, dopo la muraglia cinese.
Secondo le mappe fornite dalla Missione delle Nazioni Unite per il Referendum nel Sahara Occidentale (MINURSO) e dall'Alto commissariato delle Nazioni Unite per i rifugiati (UNHCR), una parte del muro marocchino si estende per diversi chilometri anche nel territorio riconosciuto a livello internazionale appartenente alla Mauritania.

## Caratteristiche
La costruzione del muro marocchino si svolse in diverse fasi, ognuna delle quali ha lo scopo di ampliare il territorio controllato dal Marocco. In molti punti, la struttura comprende muri edificati in periodi diversi.

### La successione dei sei muri

Muro marocchino nel Sahara Occidentale. Legenda: Il Marocco ha annesso e recintato col primo muro la zona arancione, con il secondo la zona in colore giallo scuro, con il terzo la zona in colore viola, con il quarto la zona verde, con il quinto la zona in colore ciclamino, con il sesto la zona in colore azzurro. In giallo chiaro il territorio controllato dalla Repubblica Democratica Araba Sahraui (RASD).

Il muro marocchino è stato edificato in sei periodi differenti:
- il primo, che non ha nessuna contiguità con quello definitivo, fu edificato nel giugno del 1982 e circoscrisse l'area a nord ovest denominata "triangolo utile". È la più importante dal punto di vista demografico ed economico, e contiene le città di Laayoune, di Smara, di Bojador e di Bou Craa, ovvero una porzione importante della regione di Saguia el Hamra.
- Il secondo muro, edificato a partire dal gennaio 1984, ampliò di una piccola porzione a sud il territorio controllato dal Marocco. Questo segmento ha due caratteristiche, taglia praticamente in due il territorio controllato dal Fronte Polisario e per un breve tratto segue il muro cosiddetto definitivo.
- Il terzo muro, risalente al maggio 1984, inglobò ad est una piccola parte del territorio confinante col Marocco con il centro abitato di Hauza. Strategicamente fu occupata la maggior parte della strada, attualmente non utilizzata, che conduce da El Ayun a Tindouf e pertanto verso le vecchie piste carovaniere del deserto del Sahara.
- La quarta espansione, risalente al gennaio 1985, si ampliò verso est, inglobando un territorio dove vi sono i centri abitati di Al Farcia e Mahbes. Il muro rasenta il confine algerino e fu prolungato in territorio marocchino per impedire il suo aggiramento.
- La quinta fase, risalente al settembre 1985, inglobò una parte del Río de Oro con i centri abitati di Guelta Zemmur, Chalwa, Umm Dreiga, Imlili e Dakhla, già Villa Cisneros.
- La sesta e ultima fase, risalente all'aprile 1987, portò le truppe marocchine vicino ai confini mauritani. Una stretta striscia di sabbia collega i territori non occupati sotto il controllo della Repubblica Democratica Araba dei Sahraui (RASD) alla penisola con il centro abitato di La Guera che fu colonia spagnola prima di essere inglobata nel Rio de Oro.

Dopo l'aprile 1987, la costruzione dei muri finì dato che il Marocco non riuscì a inglobare altro territorio. La guerra sanguinosa continuò però fino al 1991.

### L'attuale struttura
Queste strutture fortificate si trovano principalmente in un territorio disabitato o scarsamente abitato. Essi sono costituiti prevalentemente da sabbia e pareti in pietra o terrapieni alti circa tre metri. I campi minati che corrono lungo l'intera struttura rappresentano il più lungo campo minato continuo nel mondo.
Lungo il muro, ogni quattro o cinque chilometri è stanziata una compagnia militare, formata in gran parte da truppe di fanteria e in misura inferiore da altri corpi militari, come ad esempio i paracadutisti. In totale circa 100.000 soldati marocchini sono stanziati a presidio della struttura. Ogni 15 km è invece installato un radar AN/PPS-15 per fornire dati alle più vicine batterie di artiglieria. Oltre la linea militare vi è il muro vero e proprio, composto di ostacoli come muri di sabbia e di pietre di dimensione di solito inferiori al metro cubo. Il muro fisico è attorniato da campi minati. Si stima che intorno al muro siano presenti da uno a due milioni di mine.

## Gli obiettivi del muro
Secondo il governo marocchino il muro ha una ragione strategico-difensiva, mentre secondo la popolazione Sahrawi serve per mantenere il controllo su un territorio particolarmente redditizio e strategico. La parte interna al muro racchiude infatti le miniere di fosfati del Sahara Occidentale e la costa sull'oceano Atlantico, considerata una delle più pescose al mondo. Un'importante ricchezza è anche quella dei giacimenti petroliferi costieri, sebbene le Nazioni Unite permettano solo la ricerca e non lo sfruttamento fino al celebrarsi del referendum di autodeterminazione. La piccola zona controllata dalla Repubblica Democratica Araba dei Sahrawi non ha invece alcuna importanza economica.
I principali obiettivi hanno perso la loro ragion d'essere nel 1991, quando la RASD scelse la strada della legalità internazionale e dell'azione non violenta. Attualmente lo scontro è prevalentemente su un piano politico, nel quale i Saharawi cercano di arrivare al referendum mentre il Marocco ne ostacola la realizzazione al fine di consolidare lo status quo e annettere il territorio attualmente sotto il suo controllo.

## Contesto internazionale

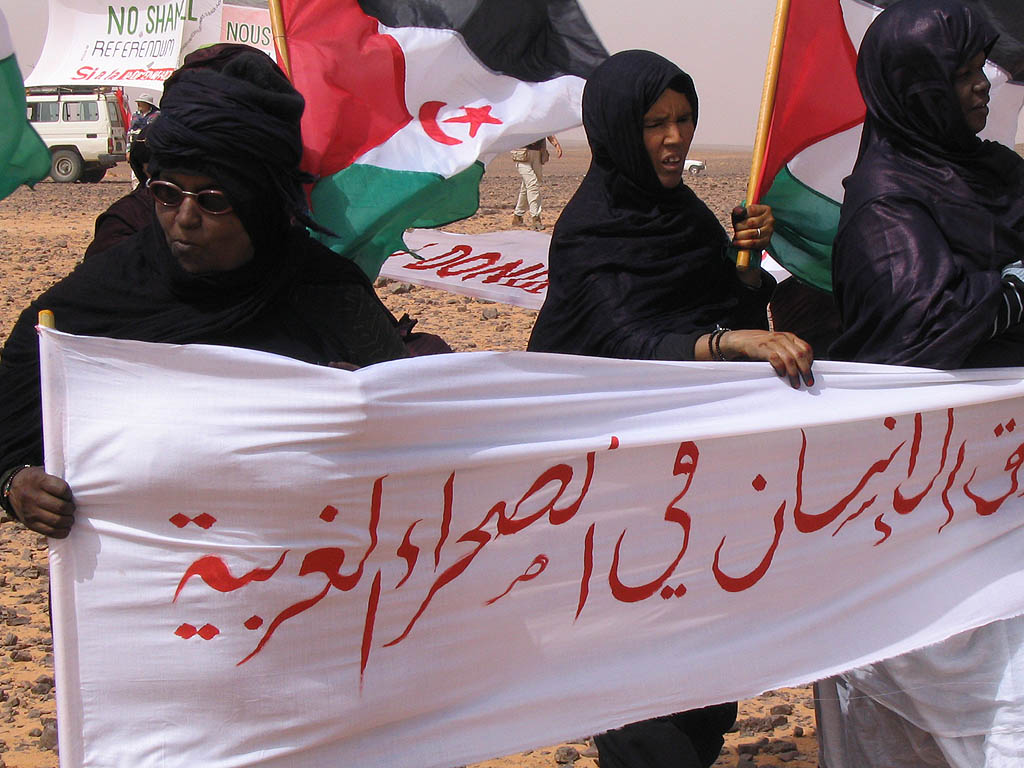
Alcune donne Sahrawi che protestano contro il muro

In Europa la maggior opposizione al muro e, contestualmente ad esso, alla sovranità marocchina sul territorio Saharawi, è portata avanti da associazioni impegnate nell'affermazione dei diritti umani e da associazioni culturali. Un appoggio politico moderato si ha principalmente dalla Spagna, dall'Italia e, a livello collettivo, dall'Unione europea. Si sono svolte anche manifestazioni a sostegno della causa Sahrawi nelle vicinanze del muro e a Tifariti. Questo muro viene generalmente definito come un "muro della vergogna".
In Africa, l'Algeria è un alleato tradizionale dei Saharawi e un sostenitore della loro indipendenza, e pertanto molto critico rispetto al muro e alla occupazione da parte del Marocco. L'alleanza fra l'Algeria e i Saharawi poggia su più motivi:
1. l'esistenza di un confine aperto per i nomadi Saharawi e algerini;
2. il continuo scontro fra Marocco e Algeria.

Al momento dell'indipendenza dell'Algeria nel 1962, il Marocco perseguiva l'obiettivo del Grande Marocco; desiderava quindi di ampliare il suo territorio nella zona sud ovest dell'Algeria, in particolare la zona dell'Hammada dove sorge Tindouf. Vi fu una breve guerra nel settembre-ottobre del 1963 e solo recentemente il Marocco ha rinunciato ufficialmente ed esplicitamente alle sue rivendicazioni territoriali.
L'Organizzazione dell'Unità Africana (OUA) e l'Organizzazione delle Nazioni Unite (ONU) mediante la Missione delle Nazioni Unite per il Referendum nel Sahara Occidentale (MINURSO) lavorano per una soluzione pacifica del conflitto.